# 私人订制
《私人订制》（英語：Personal Tailor）是中国大陆導演冯小刚执导的一部讽刺喜剧電影，由王朔编剧，葛优、白百何、郑恺和李小璐主演，中国大陆于2013年12月19日上映。

## 剧情
愿望规划师杨重、情境设计师小白、梦境重建师小璐与心灵麻醉师马青四人组成的公司“私人订制”，以替他人圆梦为自身业务，专门为不同客户量身订制“圆梦方案”。无论客户的白日梦多奇葩、要求多严格，「圆梦四人组」统统来者不拒,甘愿满足客户的任何需求,正如同公司的口号:「成全别人，恶心自己」!
许多心怀「奇葩梦」的客户因此纷纷找上门，公司也接连面临各种挑战:
- 一心想当烈士的陕西女青年；
- 号称全球最庸俗的导演却立志追求高雅品味；
- 想要当清官的司机自愿接受钱色诱惑；
- 生日愿望是想变成有钱人的河道清洁工人丹姐......

「圆梦四人组」绞尽脑汁，誓要为每一位客户度身订造最贴心的圆梦方案!

## 角色
| 演員   | 角色   | 備註              |
| 葛优   | 杨重   | 愿望规划师        |
| 白百何 | 小白   | 情境设计师        |
| 李小璐 | 小璐   | 梦境重建师        |
| 鄭愷   | 马青   | 心灵麻醉师        |
| 范偉   | 司机   |                   |
| 宋丹丹 | 丹姐   | 河道清洁工人      |
| 李成儒 | 导演   |                   |
| 王志飛 |        |                   |
| 苗圃   | 杰妮亚 | “宁死不屈梦”女子  |
| 王寶強 | 王阿强 | 弹棉花工人        |
| 成龍   | 自己   | 頒獎人 (客串)     |
| 曹炳琨 |        | “廉政公署梦”男子  |
| 关晓彤 |        | “成人礼梦”女孩    |
| 李咏   |        | “初恋梦”男子      |
| 梁天   |        | 医生              |
| 邱晔   |        | 夜总会妈咪 (老鴇) |
| 杜家毅 |        |                   |

## 创作
最初片名为《贵族》，2013年在海南取景拍摄。冯小刚在接受采访时表示，拍本片是为了让华谊兄弟赚到钱，因为上部作品《一九四二》赔了钱，而且影片仅几个广告植入高达8000万元就已回本。他觉得这是一部“好玩又胡扯”的电影，能让观众好好放松放松；影片“剧本是冯小刚和王朔喝完酒之后聊出来的，充满了王朔的各种碎片，《甲方乙方》的结构，《顽主》里的段子，以及早年一个名叫《贵族》剧本里的台词”。冯小刚表示：“《私人订制》由三个故事组成。第一个说的是土壤，是《一九四二》的现代版，说得还是人民性，如出一辙。第二个故事是嘲笑，但嘲笑的不是俗。第三个故事是白给的，为的是让第一个故事能存活下来。最后的道歉和王朔没有关系，是我内心对这个世界仅存的一点敬畏。”

## 反响
根据影评人和观众反响来看，影片备受争议。一些差评认为此片为“怒剧”，“不尊重电影，瞧不起观众，没有人物和结构，只有广告，唯一有价值的东西是编几个笑话逗你玩”，“冯小刚今年拍春晚是拿《私人订制》练手，练了仨小品一朗诵，三俗一雅终归一烂”。
网易的“独家影评”栏目的匿名文章对影片和《甲方乙方》进行了对比，对剧本和影片的结构，及人物塑造方面提出非常严厉的批评。
影评人周黎明对本片持肯定态度；更有人表示，冯导作品被骂很可能跟他一贯的口无遮拦、不太注重个人形象有关。
纽约时报中文网的署名文章批评影片“有些地方比较散乱，片子也过于冗长”，同时也肯定了演员的演技，影片的思想和拍摄技术。Variety的署名评论认为影片节奏缓慢而轻松，肯定了演员的演技和剧本的思想和内容，但片子冗长，而且并未在人物塑造方面下大工夫。
面对影评人的恶评，冯小刚导演连续发微博痛斥绝大多数影评人浅薄，“别现眼了”，“从一九四二到私人订制，你们的嘲笑和狂欢恰恰反映了你们的浅薄，我看不起你们，别再腆着脸引领观众了，丢人”，称“观众热衷爆米花喜剧我理解，但我无心伺候”，“观众买了票怎么骂我都行。影评人收钱还跟这儿骂，他们有权利骂我，我也有权利骂他们。我是跟他们死磕了，逮住他们就骂他们。当然他们也没有上岗证，街上卖煎饼的都有上岗证，他们没有”，“有一帮人、尤其什么豆瓣上的，都些大尾巴狼，假装懂电影，狗屁！还在那还说什么他的镜头蒙太奇，你们知道什么是蒙太奇呀？”；并表示“《私人订制》突破了对权力的讽刺”，“就对现实的批判性来说，我给它打9分”，“《私人订制》可能都不用10年，5年内就成经典。” 在第15届中国电影华表奖领奖时，冯小刚表示“我随随便便拍一部电影就卖钱，我认认真真拍一部电影就不卖钱！这让我产生了很大的困惑！”
本片被搜狐评为2013下半年十大华语烂片第二名，仅次于《小时代2》。

## 主创
- 总制片人：王中磊
- 执行制片人/执行主任：胡晓峰
- 出品人：王中军
- 联合出品人：刘光全、杨受成、成龙、张苏州、裘新、王一洋
- 编剧：王朔
- 导演：冯小刚
- 摄影指导：赵晓时
- 美术指导：石海鹰
- 服装造型指导：吴里璐
- 录音指导：吴江
- 剪辑指导：肖洋
- 剪辑：张为傈
- 策划：杨庭恺、李志佩
- 联合策划：周莉芳、李潮洋、苏晓、王仞
- 监制：张大军
- 联合监制：黄翔、利雅博、綦建虹、赵红梅、杨文红、张家铭

## 歌曲
| 曲別   | 歌曲               | 作曲   | 作詞 | 演唱者 |
| ------ | ------------------ | ------ | ---- | ------ |
| 主題曲 | 《解放》           | 栾树   | 梁芒 | 羽泉   |
| 插曲   | 《時間都去哪兒了》 | 董冬冬 | 陳曦 | 王铮亮 |

## 票房
本片在中国大陆上映后，首周四天收获创纪录的3.3亿元票房，位列该周票房榜第一名，打破了电影《人再囧途之泰囧》在2012年12月创下的国产片首周票房纪录（3.1亿）；次周收获2.202亿元列第二名，比首周四天下滑三分之一，场均31人比首周的48人下滑35%；第三周收1.164亿元仍居亚军，累计6.67亿元。至2014年2月2日，累计票房将近7.2亿元。
| 上一届： 《风暴》 | 2013年中国内地一周票房冠军 第50周（12月16日—12月22日） | 下一届： 《警察故事2013》 |

## 相關
- 中国内地最高电影票房收入列表